# ترب (سرده)
ترب (نام علمی: Raphanus) نام یک سرده از تیره شب‌بویان است.